# 础娜河
础娜河，也作粗纳河、础纳河、初纳河，位于中国云南省东部罗平县境内，是牛街河左岸支流。发源于罗平县马街镇鸭格塘村北，东南流至九龙镇（原牛街镇）金鱼塘村入牛街河。河长17.5公里，流域面积178平方公里。